# 科隆德国体育学院

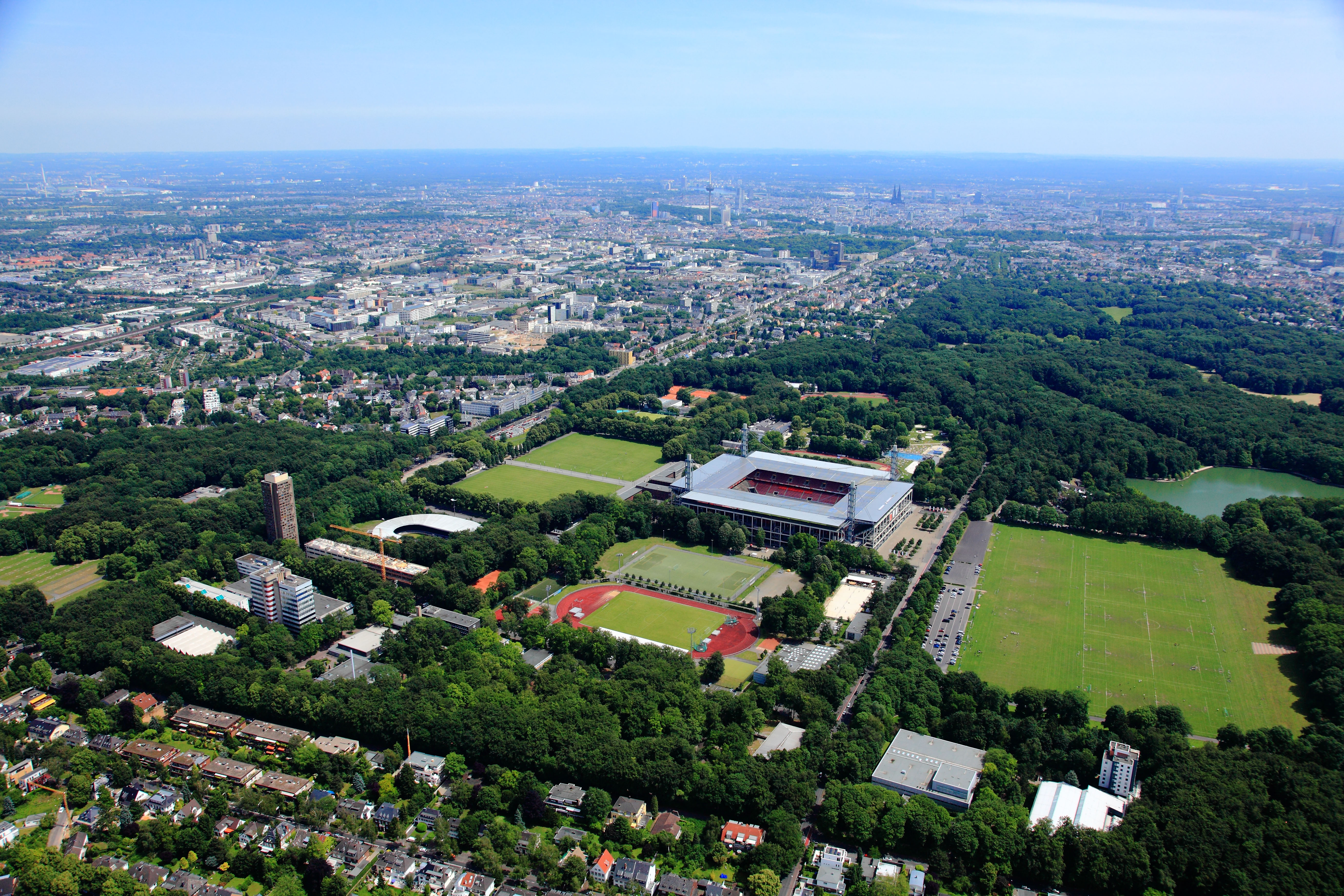
德國科隆體育大學的风景

科隆體育大學（德語：Deutsche Sporthochschule Köln，DSHS，SpoHo）是德國唯一的體育高等院校。它起源於德國體育學院（DHfL），該學院於1920年由Carl Diem和August Bier在柏林創立。科隆大學的創始校長也是1947年的卡爾·迪姆，他一直留在1962年去世。 自2014年5月20日起，Heiko K.Strüder自2014年8月18日起擔任DSHS校長，Angelika Classen。 校長由高等教育發展規劃，資源與質量管理，教學與研究，研究，對外關係與知識管理副校長補充。

## 歷史
科隆體育大學成立於1947年，是1920年5月15日在柏林成立的德國體育大學的合法繼承者，並於1947年11月22日獲得同盟批准。以前，夏季學期始於1947年7月7日。 1952年，有285名學生入學，1962年，NRW州收購體育大學的國家條約被關閉。 1963年6月15日，位於Cologne-Müngersdorf的新建築面積達3萬平方米。
該大學於1965年1月1日獲得了“德國科隆體育大學”的名稱，並獲得了一份校長章程，並決定增設其他教席。 1966年，該大學已有大約1,000名學生; 1970年4月7日，她被認定為大學，並在那裡獲得了博士和適應訓練法。 1976年，約有2,600名學生在大學學習。 1982年，當這個數字已經上升到5000左右時，一部新憲法生效，擴大了中央和部門機構的大學自治。最後，在1997年，大學新的中央圖書館開放，一年後進行了一項研究改革，引入了新的學位“研究生體育科學家”。 2000年，該大學進一步擴大，從那時起它以“歐洲體育大學”為名。該大學的基本結構於2002年進行了修訂，並建立了中央科學機構以加強研究。 2006年，新的田徑設施（NetCologne體育場）落成。 2007年，由於博洛尼亞進程，在大學引入了學士和碩士學位課程，並頒布了新的憲法。 2010年，它慶祝成立60週年，共有約5,200名學生（33％為女性，7％為外國人）。同年，電視Lehrredaktion成立，製作體育雜誌“DSHS-TV”，並在全國電視學習站nrwision發行。

## 現况
該大學位於科隆的Müngersdorf區，直接位於大型科隆體育公園，該公園是Rheinenergiestadion（原名為MüngersdorferStadion）的所在地。
DSHS是世界上最大的體育大學，其科研機構，科學學科代表和註冊學生數量眾多。 在科隆地區，它縮寫為“SpoHo”。 科隆德國體育大學的大學徽章展示了一座有四根柱子的希臘神廟。 它們代表著強者，真理，善良和美麗。
隸屬於大學的是1995年在尼斯歐洲體育科學學院成立的辦公室。

## 研究計劃
DSHS正在20個科研機構進行研究和教學。 範圍從教育，人文和社會科學科目到醫學和科學學科。 自WS 2007/2008以來，新的學士和碩士學位課程已經相繼取代了文憑課程。 所提供的教師培訓課程涵蓋所有學校形式的主題體育教育。 該大學有博士和適應訓練法。

## 運動能力測驗
德國體育大學科隆體育科學學士和教師培訓課程的學生必須證明他們是否適合學習體育以申請大學學位。 該測試用於確定運動馬達的性能，通常有效期為三年。 “能力傾向測試”每年提供兩次。 共測試了5項運動項目。 除了田徑運動，游泳和體操都可以是反彈（網球，羽毛球或乒乓球），並選擇團隊運動（足球，排球，手球，曲棍球或籃球）。 為此目的，必須通過20個子學科中的19個，在任何情況下必須通過在一天結束時的耐力運行。

## 設施

### 科學機構

#### 研究所
- 研究和教學在20個科研機構進行。 範圍從教育，人文和社會科學科目到醫學和科學學科。
- 運動療法和運動導向預防和康復研究所
- 運動與神經科學研究所
- 運動與運動老年學研究所
- 生物化學研究所（WADA認可的興奮劑分析實驗室）
- 生物力學與骨科研究所
- 歐洲體育發展與休閒研究所
- 傳播與媒體研究所
- 心血管研究和運動醫學研究所
- 自然體育與生態研究所
- 教育與哲學研究所
- 生理學與解剖學研究所
- 心理學院
- 社會學和性別研究所
- 體育教學與學校體育研究所
- 體育史研究所
- 體育經濟與體育管理研究所
- 體育法研究所
- 舞蹈與運動文化研究所
- 科學和體育信息學培訓研究所
- 體育調解能力研究所

#### 相關機構
- 科隆德國體育大學和Lebenshilfe NRW e.V.（FiBS e.V.）的體育活動和運動包容研究所
- 工作場所健康促進研究所（BGF）
- 預防和康復質量保證研究所（IQPR）
- Manfred Donike興奮劑分析研究所e.V.

#### 中央科學中心
- 可持續體育發展中心（CENA）
- 德國科隆競技體育研究中心（勢頭）
- 神經可塑性和神經力學研究中心（FNN）
- 體育科學跨學科性別能力中心（IGiS）
- 體育教師培訓中心（SpAZ）
- 衛生中心（ZfG）
- 太空綜合生理學中心（ZiP）
- 奧林匹克研究中心（OSC）
- 預防性興奮劑研究中心（ZePräDo）

#### 主要研究方向
- 太空綜合生理學中心
- 項目：“通過身體活動調節代謝通量”
- 項目：“內部現代性體育”